# Martin Möbius (Botaniker)

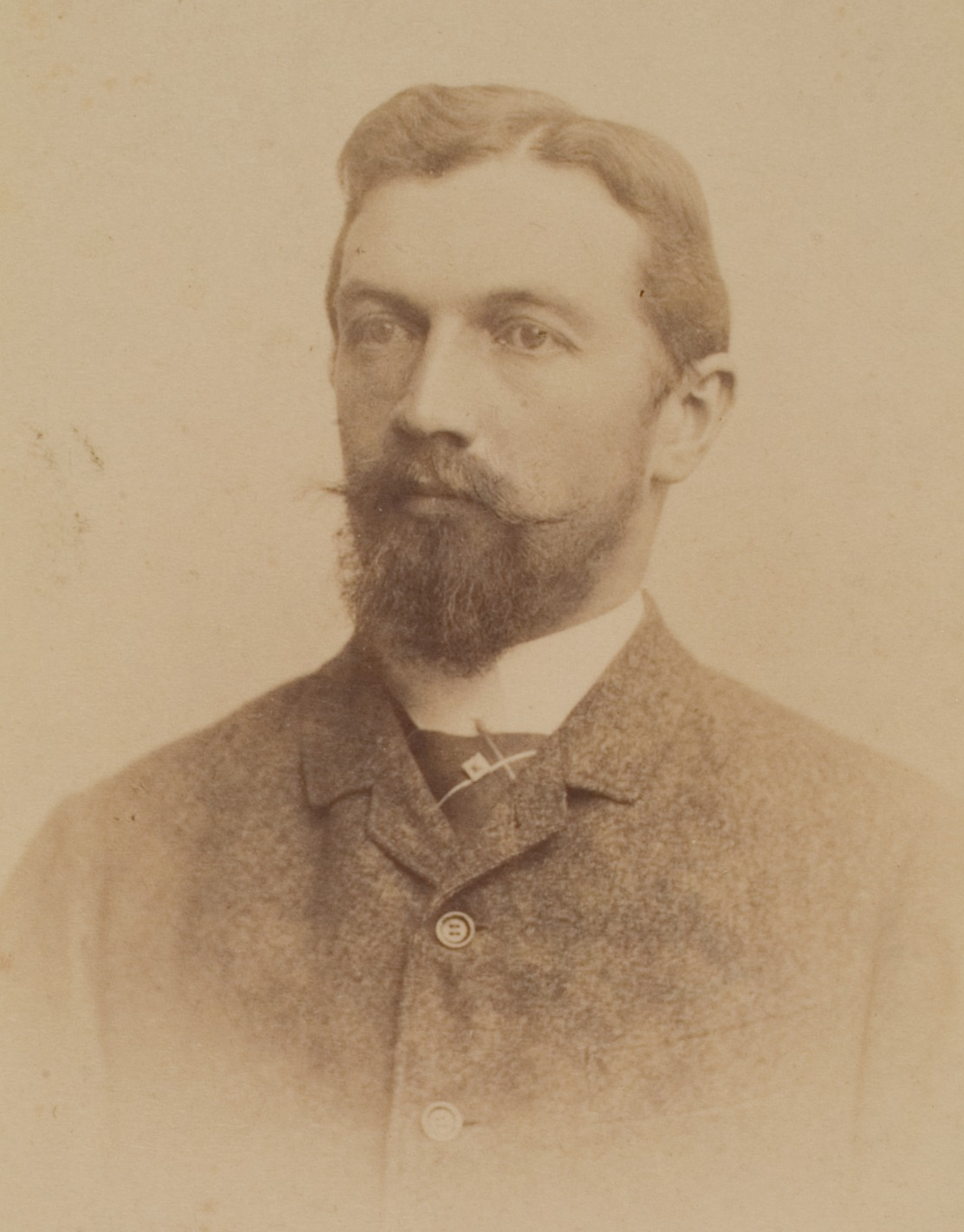
Martin Möbius (zwischen 1883 und 1893)

Martin August Johannes Möbius (* 7. Dezember 1859 in Leipzig; † 25. Januar 1946 in Frankfurt am Main) war ein deutscher Botaniker.

## Leben und Wirken
Martin Möbius ist der Sohn des Pädagogen Paul Möbius und der Enkel des Mathematikers und Astronomen August Ferdinand Möbius; der Mediziner Paul Julius Möbius war sein älterer Bruder.
Martin Möbius war von 1891 bis 1893 außerordentlicher Professor für Botanik an der Universität Heidelberg.
1893 wurde er Dozent für Botanik und Direktor des Gartens der Dr. Senckenbergischen Stiftung. Von 1914 bis 1928 war er der erste Institutsleiter des Botanischen Instituts der Johann Wolfgang Goethe-Universität Frankfurt am Main und in Personalunion Direktor des Botanischen Gartens Frankfurt am Main.
Martin Möbius äußerte sich auch zu gesellschaftspolitischen Fragen. 1914 gehörte er zu den Unterzeichnern der Erklärung der Hochschullehrer des Deutschen Reiches. 1935 wandte er sich mit einem Brief an den Oberbürgermeister von Frankfurt am Main Friedrich Krebs (NSDAP), um ihn auf ein antisemitisches Plakat hinzuweisen, für das sich die Frankfurter … vor den die Stadt besuchenden Fremden schämen müssten.

## Schriften
Autor:
- Mikroskopisches Praktikum für systematische Botanik. 2 Teile. Borntraeger, Berlin.
  - 1. Teil: Angiospermae. 1912.
  - 2. Teil: Kryptogamae und Gymnospermae. 1915.
- Botanisch-mikroskopisches Praktikum für Anfänger. Borntraeger, Berlin 1919.
- Die Farbstoffe der Pflanzen. Gebrüder Borntraeger, Berlin 1927.
- Geschichte der Botanik. Fischer, Jena 1937. 2. Auflage: Fischer, Stuttgart 1968.
- Die vegetative Vermehrung der Pflanzen. Fischer, Jena 1940.

Herausgeber, Bearbeiter:
- (Hrsg.): Rudolf Jakob Camerarius: Ueber das Geschlecht der Pflanzen. Engelmann, Leipzig 1899.
- (Bearb.): Marcello Malpighi: Die Anatomie der Pflanzen. Engelmann, Leipzig 1901. Nachdruck: Deutsch, Frankfurt am Main 1999, ISBN 3-8171-3120-8.
- (Bearb. der 4. Auflage): Eugenius Warming: Handbuch der systematischen Botanik. Gebrüder Borntraeger, Berlin 1929
- Paul Wolff: Formen des Lebens. Botanische Lichtbildstudien. Vorbemerkungen und Hinweise von Martin Möbius. Langewiesche, Königstein 1931. Nachauflagen 1940, 1943 und 1957.